# Stigmate (botanique)
Pour les articles homonymes, voir Stigmate.

Coupe schématique d'une fleur montrant le stigmate.

En botanique, le stigmate est l'extrémité d'un carpelle, ou de plusieurs carpelles soudés formant le pistil d'une fleur. La fonction du stigmate est de capturer les grains de pollen.

## Description

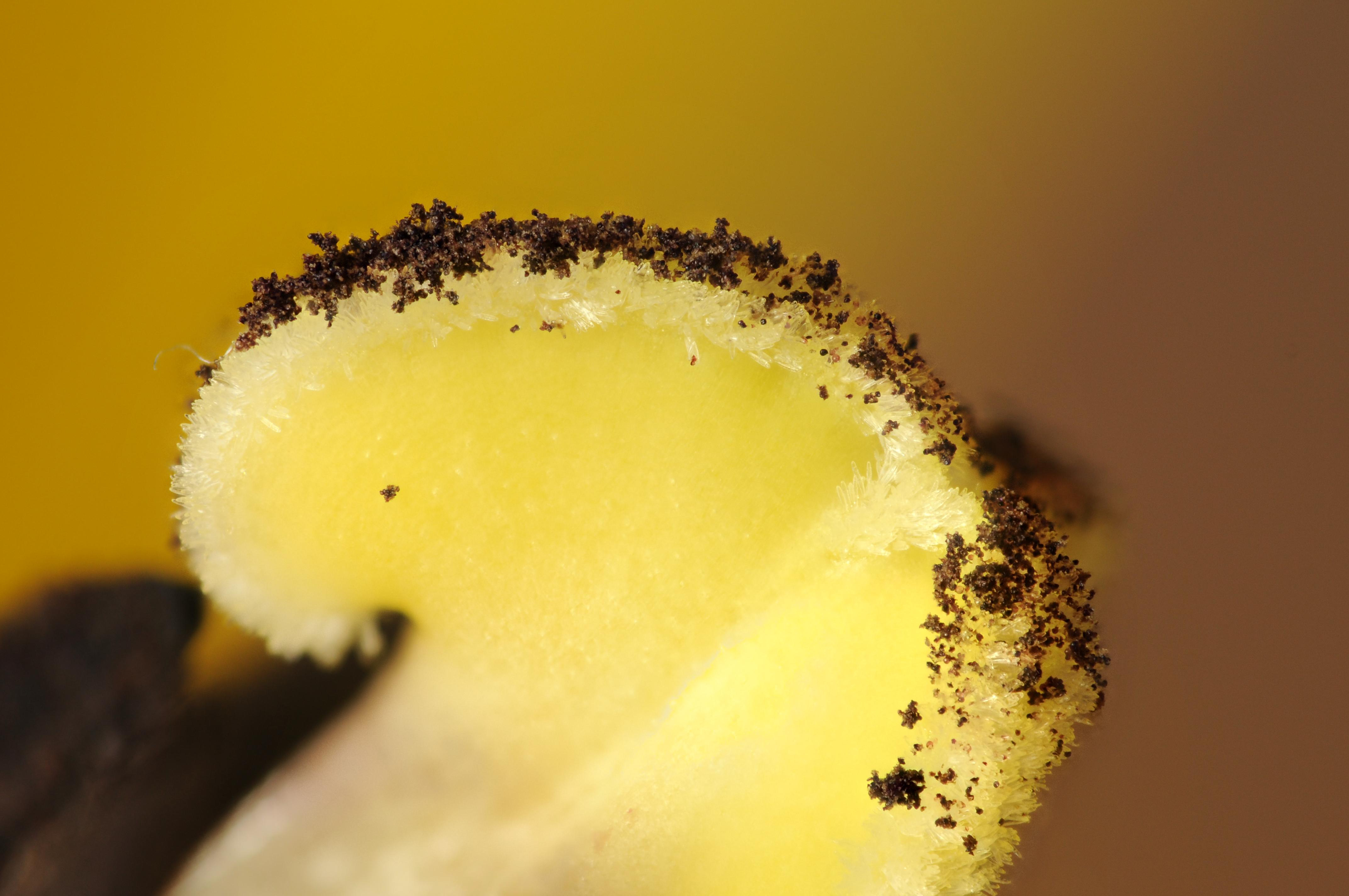
Stigmate d'une espèce de tulipe, couvert de grains de pollen.

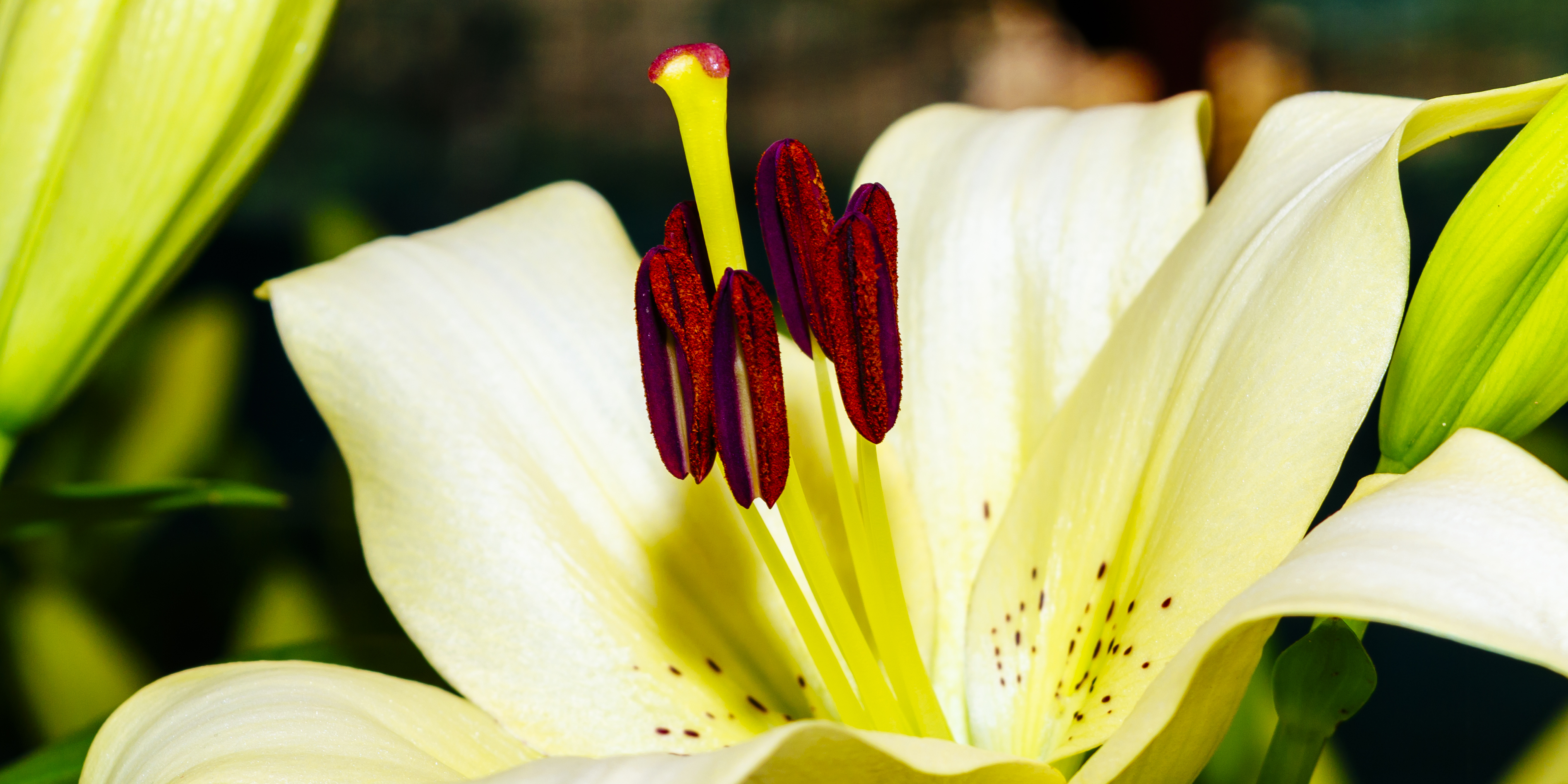
Gros plan d'un stigmate entouré d'étamines chez le lis blanc (variété 'Stargazer').

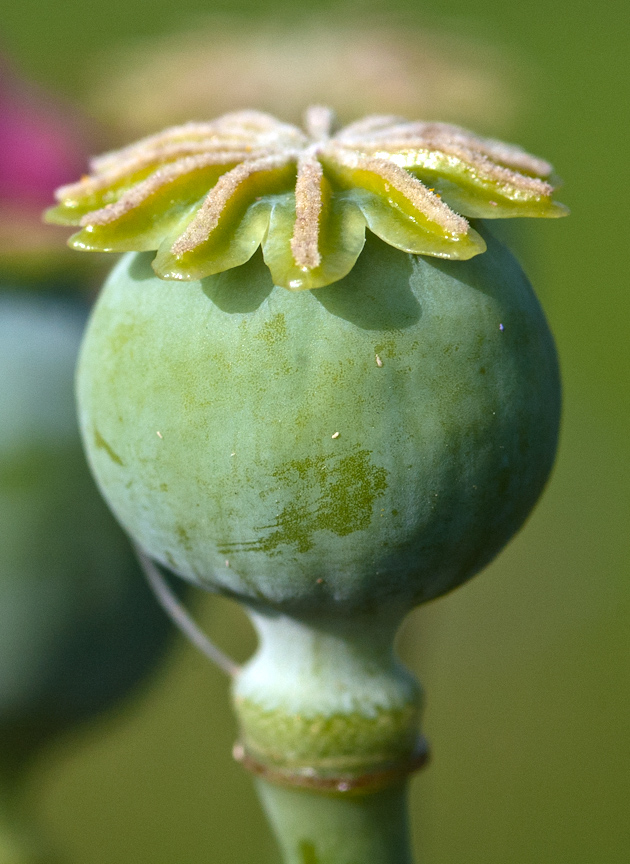
Stigmates de pavot

Le stigmate forme, avec le style et l'ovaire, le pistil, qui constitue lui-même une partie du gynécée, c'est-à-dire l'ensemble des organes reproductifs femelles d'une plante à fleurs. Le stigmate est la partie distale du style ou stylodia. Il est composé de papilles stigmatiques, cellules dont la fonction est de capturer les grains de pollen. Ces cellules peuvent être limitées à l'extrémité du style ou, en particulier chez les espèces pollinisées par le vent, couvrir une large surface.
Le stigmate a pour fonction de recevoir le pollen et c'est sur le stigmate que se produit la germination du grain de pollen. Le stigmate, souvent collant en surface, est adapté à la capture du pollen par différents procédés : poils, languettes, reliefs, etc. Le pollen peut être capturé de diverses sources : de l'air (pollen transporté par le vent, anémophilie), d'insectes ou d'autres animaux visiteurs (pollinisation biotique), ou, dans de rares cas, de l'eau environnante (hydrophilie). La morphologie du stigmate est très variable, allant de formes minces et allongées à des formes globuleuses ou plumeuses.
Le pollen est généralement très déshydraté lorsqu'il quitte l'anthère. On a montré que le stigmate facilite la réhydratation du pollen et favorise la germination du tube pollinique. Le stigmate assure également une bonne adhérence des grains de pollen d'espèces adaptées. Le stigmate peut jouer un rôle actif dans la discrimination du pollen et dans certaines réactions d'auto-incompatibilité, qui permettent de rejeter le pollen de plantes identiques ou génétiquement proches. Cela implique une interaction entre le stigmate et la surface du grain de pollen.

## Variations morphologiques
Le stigmate est souvent divisé en lobes ; il peut par exemple être trifide (à trois lobes), ou ressembler à une tête d'épingle (capité), ou se réduire à un point (ponctiforme) :

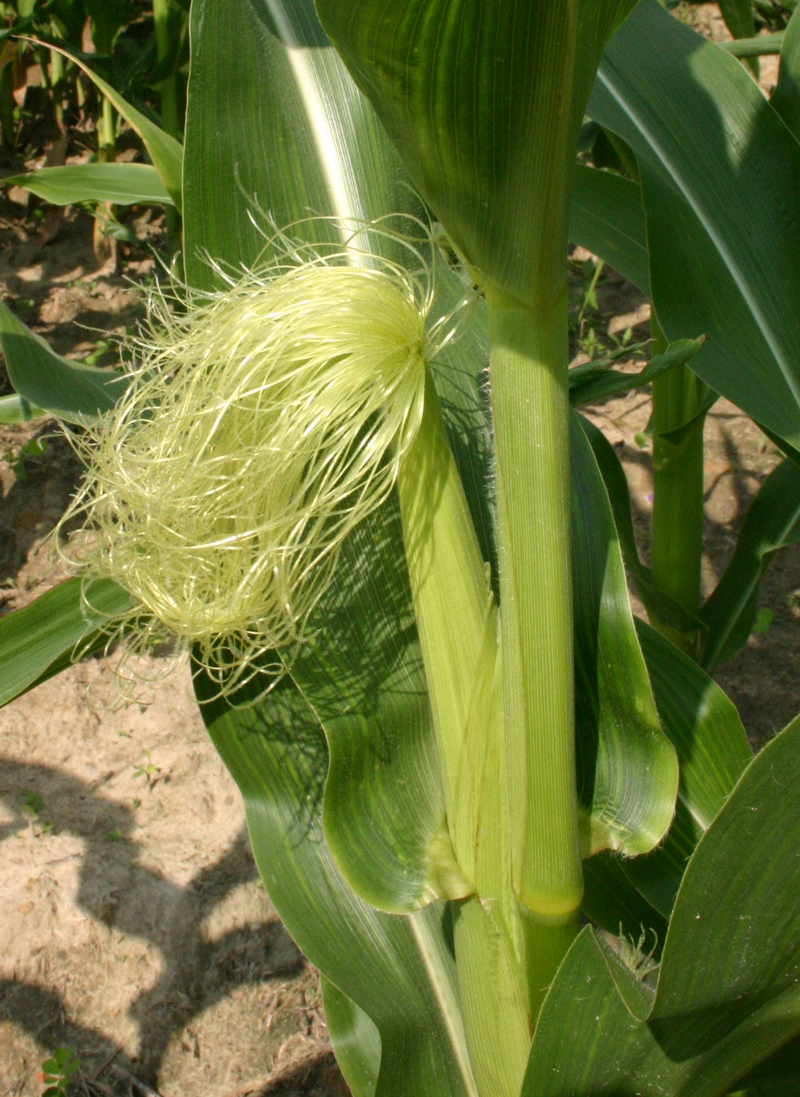
Stigmates du maïs, appelés « soies ».

La forme du stigmate peut varier considérablement :

## Utilisation
L'espèce Crocus sativus (Iridaceae) est cultivée pour ses stigmates qui sont récoltés et séchés pour produire le safran. Celui-ci est utilisé dans le domaine culinaire comme épice et colorant alimentaire, mais aussi dans le domaine médicinal pour ses propriétés stimulantes et emménagogues. On l'utilise aussi comme appât pour la pêche.
Le safran est inscrit dans la pharmacopée française (janvier 2017).
Les stigmates du maïs (Zea mays), ou styles stigmatifères, appelés aussi « soies de maïs » ou « cheveux de maïs », sont utilisés dans le domaine médicinal. On les administre en décoction pour leurs propriétés cholagogues, diurétiques et antihémorragiques grâce à leur teneur en vitamine K.

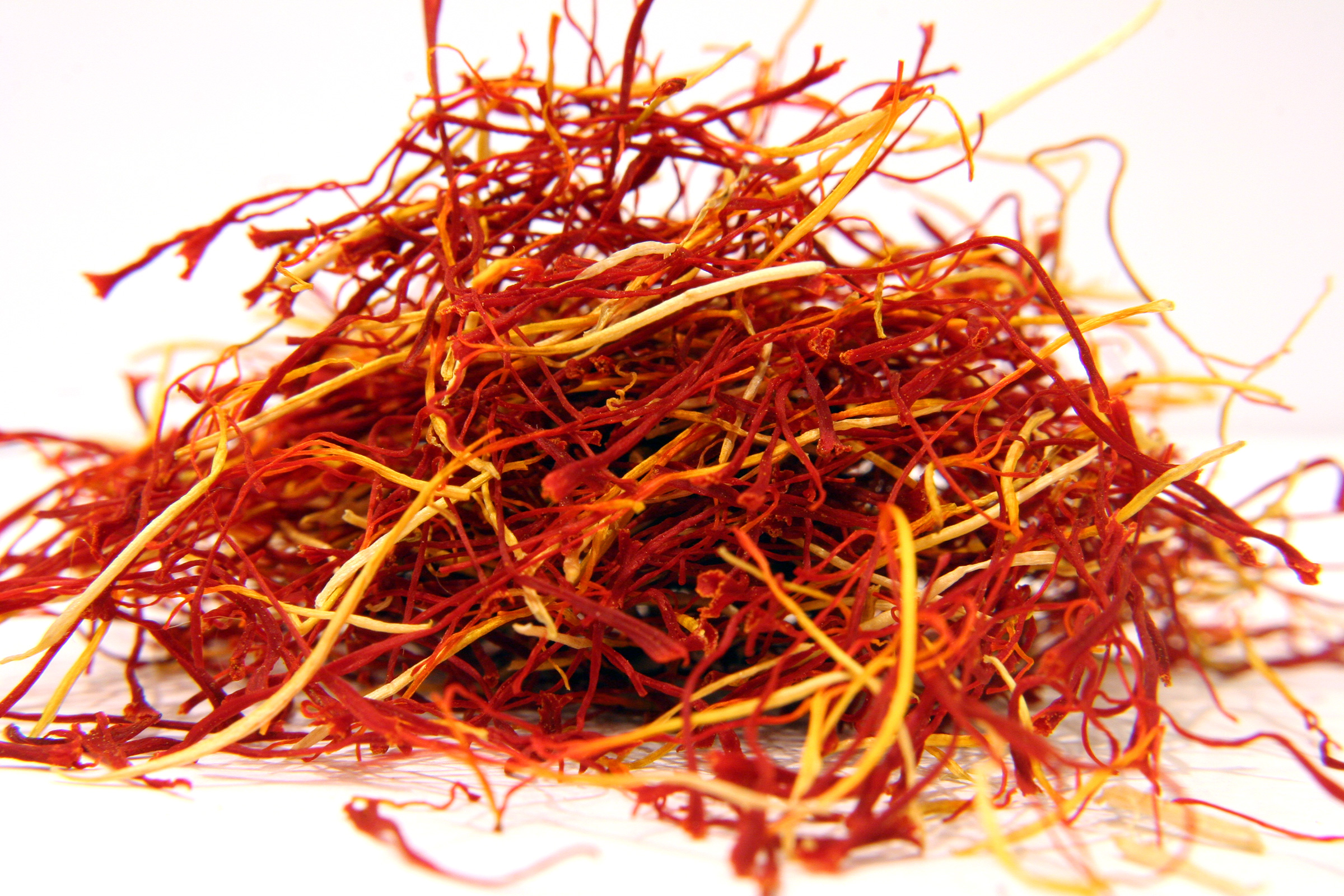
Safran.
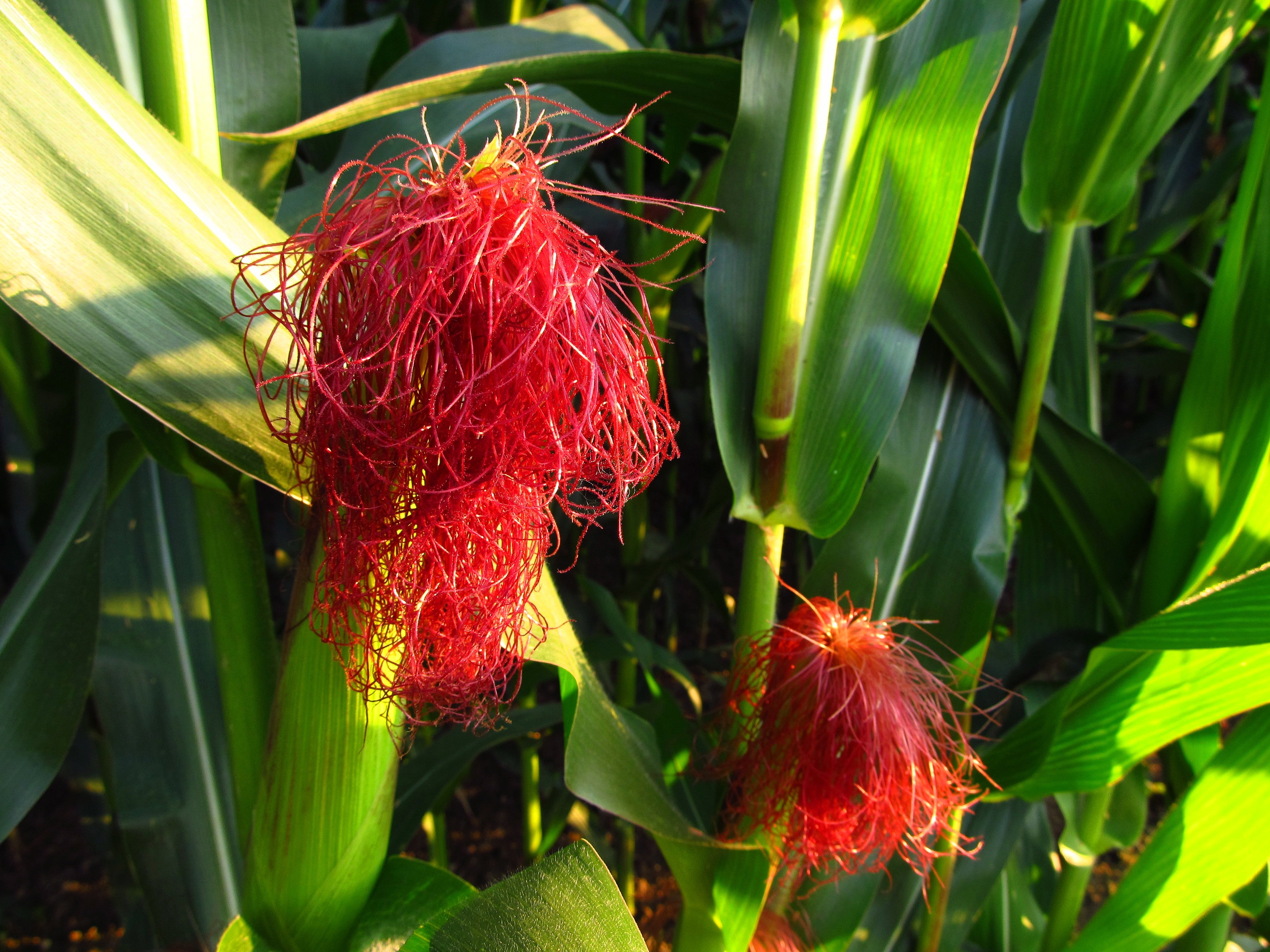
Soies de maïs